# Heiner Backhaus
Heiner Backhaus (Witten, 1982. február 4. –) német labdarúgó-középpályás.